# Клод Бертран
Клод Бертран (фр. Claude Bertrand; 28 березня 1917, Шербрук, Квебек — 7 серпня 2014, Утремон, Квебек) — канадський лікар-нейрохірург. Член Ради Канади з медичних досліджень, компаньйон ордена Канади (1971).

## Біографія
Клод Бертран народився у квебекському місті Шербрук у березні 1917 року у сім'ї хірургів. З відзнакою закінчивши Шербрукську семінарію у 1934 році, він вступив до Монреальського університету на інженерне відділення, куди його привела любов до математики, але вже на першому курсі перевівся на медичний факультет, який закінчив у 1940 році як Родсовський стипендіат. Спеціалізацію у галузі нейрохірургії Бертран проходив у Монреальському неврологічному інституті під керівництвом Вайлдера Пенфілда, Вільяма Коуна й Артура Елвіджа. У 1942 році він був мобілізований у канадську армію, де очолював неврологічне відділення шпиталю у Сент-Анн-де-Бельвю. 1942 року він також одружився з Клер Параді, яка згодом народила йому чотирьох дітей.
Після закінчення війни, у 1946 році, Бертран вирушив до Оксфордського університету, де пропрацював рік з професорами Легро Кларком і Гремом Ведделлом. У цей час вийшла його робота «Дифузія й абсорбція в мозку», спостереження з якої були підтверджені пізніше з використанням радіоізотопного методу. Повернувшись до Канади, Бертран заснував у монреальській лікарні Нотр-Дам відділення нейрохірургії, завідувачем якого залишався з 1952 до 1972 рік.
Протягом усієї активної кар'єри Клод Бертран приділяв велику увагу розвитку методів нейрохірургії та неврології. На різних етапах кар'єри він очолював Монреальське неврологічне товариство, Франкомовне нейрохірургічне товариство, Канадське неврологічне товариство, Американське нейрохірургічне товариство, Медичне товариство Монреалю та Національну консультативну раду з фізкультури та аматорського спорту. Бертран був членом комісії з трьох лікарів, призначеної Радою хірургічних досліджень для аналізу хірургічних досліджень у Канаді, а також багато років входив до Ради Канади з медичних досліджень. Разом з доктором Гарольдом Елліоттом він ініціював створення Комісії з дорожніх аварій у Канаді. Громадська робота Бертрана включала також участь у раді піклувальників Коледжу об'єднаного світу Пірсона та у консультативній раді Інноваційного фонду Маннінга.
Клод Бертран помер у монреальському передмісті Утремон 7 серпня 2014 року у віці 97 років.

## Внесок у науку
Наукова кар'єра Клода Бертрана розпочалася вже у 1943 році, коли він став штатним дослідником Університету Макгілла. У 1946 році він працював з доктором Робертом Малмо над питанням локалізації функцій тім'яної частки мозку, зокрема, досліджуючи явище агнозії при хірургічній абляції тім'яної частки. Його робота в Оксфорді у 1946—1947 роках завершилася публікацією дослідження про дифузію й абсорбцію рідин у мозку. Разом із нейрорадіологом Жаном-Луї Леже Бертран запропонував методику артеріографії при тяжких черепно-мозкових травмах.
Починаючи з 1954 року основний науковий інтерес Бертрана лежав у сфері застосування стереотаксичної хірургії для боротьби з мимовільними рухами, зокрема при хворобі Паркінсона. Ним було розроблено інструмент для стереотаксичних операцій з екранною локалізацією лазерного променя; швидка фіксація променя дозволяла використовувати при операціях із цим інструментом лише місцеву анестезію. Бертран також модифікував лейкотом Моніш, використовуючи тонкий тупий дріт для орієнтованих надрізів після стимуляції. Він брав участь у розробці методик лікування дистоній, зокрема спастичної кривошиї; його робота стала основою периферійного методу лікування спастичної кривошиї з використанням записів стимуляції та провідникової анестезії. Селективна периферійна денервація згодом застосовувалась у лікуванні сотень пацієнтів.

## Нагороди та звання
У 1971 році Клод Бертран став компаньйоном Ордена Канади «за його дослідження та внесок у розвиток нейрохірургії». Він також був почесним професором хірургії Монреальського університету, почесним членом Британського товариства нейрохірургів і Французького неврологічного товариства. Серед інших його нагород:
- Премія імені Лоуренса Пула (Единбурзький університет, 1970-71)
- Медаль Європейського товариства стереотаксичної та функціональної нейрохірургії (1978)
- Медалі Срібного, Золотого та Діамантового ювілею королеви Єлизавети II